# بريان بيردويل
بريان د. بيردويل (بالإنجليزية: Brian Birdwell)‏ (مواليد 3 نوفمبر 1961) سياسي أمريكي. بانتمائه إلى الحزب الجمهوري فقد مثل المقاطعة 22 في ولاية تكساس في مجلس الشيوخ منذ عام 2010. تقاعد بيردويل من القوات البرية للولايات المتحدة برتبة مقدم وهو أحد الناجين من الهجوم الإرهابي على البنتاغون في مقاطعة أرلنغتون، فرجينيا في 11 سبتمبر 2001.
شارك في عملية درع الصحراء ثم عملية عاصفة الصحراء أو حرب الخليج الثانية. كان جزءا من فوج الفرسان المدرع الثاني المذكور في معركة 73 للشرق في العراق عندما ضرب الفيلق السابع الحرس الجمهوري لصدام حسين. أثناء عمله في العراق حصل على ميدالية النجمة البرونزية.